# Нова Ґрабовниця
Нова Ґрабовниця (пол. Nowa Grabownica) — село в Польщі, у гміні Острув-Мазовецька Островського повіту Мазовецького воєводства.
Населення — 227 осіб (2011).
У 1975-1998 роках село належало до Остроленцького воєводства.

## Демографія
Демографічна структура станом на 31 березня 2011 року:
|          | Загалом | Допрацездатний вік | Працездатний вік | Постпрацездатний вік |
| -------- | ------- | ------------------ | ---------------- | -------------------- |
| Чоловіки | 116     | 20                 | 82               | 14                   |
| Жінки    | 111     | 25                 | 61               | 25                   |
| Разом    | 227     | 45                 | 143              | 39                   |